# Dumitru Stratilescu
Dumitru Stratilescu (28. kolovoza 1864. – Bukurešt, 1927.) je bio rumunjski general i vojni zapovjednik. Tijekom Prvog svjetskog rata zapovijedao je I., IV, V. i III. korpusom, te 1. armijom.

## Vojna karijera
Dumitru Stratilescu je rođen 28. kolovoza 1864. godine. Vojnu naobrazbu započinje 1884. pohađanjem Vojne škole za pješaštvo i konjaništvo u Bukureštu koju završava 1886. godine. Čin poručnika dostiže 1890. godine, u čin satnika promaknut je 1895., dok je u čin bojnika unaprijeđen 1905. godine. Pohađa i Ratnu školu u Bukureštu. Godine 1908. promaknut je u čin potpukovnika, dok čin pukovnika dostiže 1911. godine. Tijekom 1913. sudjeluje u Drugom balkanskom ratu.

## Prvi svjetski rat
U trenutku ulaska Rumunjske u rat na strani Antante obnaša dužnost zamjenika načelnika Glavnog stožera. Od 1. studenog 1916. obnaša dužnost zapovjednika I. korpusa zamijenivši na tom mjestu Nicolae Petalu. Na navedenoj dužnosti nalazi se međutim, manje od petnaest dana jer je 12. studenog imenovan zapovjednikom 1. armije umjesto Paraschiva Vasilescua. Zapovijedajući 1. armijom sudjeluje u Bitci za Bukurešt. I 1. armijom zapovijeda vrlo kratko jer je 1. armija reorganizacijom provedenom u prosincu 1916. rasformirana. Tijekom 1916. promaknut je u čin brigadnog generala. Nakon toga preuzima zapovjedništvo nad 1. divizijom kojom zapovijeda tijekom Bitke kod Marastija. U prosincu 1917. postaje zapovjednikom IV. korpusa kojim zapovijeda do veljače 1918. kada je imenovan zapovjednikom V. korpusa. Nakon toga, od svibnja 1918., pa do kraja rata, zapovijeda III. korpusom.  Tijekom 1918. dostiže čin divizijskog generala.

## Poslije rata
Nakon završetka rata obnaša dužnost zapovjednika I. inspekcijskog područja. Potom obnaša dužnost Glavnog inspektora vojske. Preminuo je 1927. u Bukureštu.